# White disc +++
『white disc +++』は、halcaの1枚目のミニアルバム。
2017年、『white disc』インディーズ盤のシングルとして発売されて、また2019年08月28日、新録曲4曲を加えてSACRA MUSICから再版発売された。
通常盤と同時初回限定盤がリリースされた。初回限定盤特典DVDには初のライブ映像特典として6月23日に渋谷WWWにて開催されたワンマンライブの模様から4曲付属する。

## 収録曲
1. Distortionary
  - 作詞:宮嶋淳子 作曲/編曲:金崎真士
2. 君だけ
  - 作詞/作曲/:コレサワ 編曲: 川口圭太
3. Hail to the world!!
  - 作詞/作曲/編曲:Kz
4. 朽葉色の音
  - 作詞:magnerium 作曲:宝野聡史 編曲:川崎智哉
  - 「モノコン2019」イメージ・ソング[7]
5. キミの空
  - 作詞: cheeery・青葉紘季 作曲:岩田秀聡 編曲:岩田秀聡・永野大輔
  - ケータイ小説 野いちご「キミのイタズラに涙する。」テーマ・ソング[8]
6. 曖昧グラデーション
  - 作詞: 宮嶋淳子 作曲:田中秀典 編曲:川口圭太
7. GOING CRAZY NIGHT
  - 作詞:松隈ケンタ・JxSxK 作曲:松隈ケンタ 編曲 :SCRAMBLES

## 演奏
- 渡嘉敷維：Guitar (#1)
- 金崎真士：Keyboards & Programming (#1)
- 川口圭太：Guitars & Programming (#2.6)
- 川崎智哉：Guitars & Programming (#4)
- 室屋光一郎ストリングス：Strings (#4)
- 佐藤カズキ (SCRAMBLES)：Track Design, Guitars (#7)
- 小原ジャストビガン：Bass (#7)
- 若山トシユキ (SCRAMBLES)：Drums (#7)
- 門脇大輔：Violin, Viola, Piano, Strings Arrangement (#7)
- 藤田弥生：Violin, Viola (#7)